# Budziszynek
Budziszynek is een plaats in het Poolse district  Grójecki, woiwodschap Mazovië. De plaats maakt deel uit van de gemeente Chynów en telt 200 inwoners.